# Janne Nijman
Janne Elisabeth Nijman (Geldrop, 8 mei 1972) is een Nederlands jurist gespecialiseerd in het internationaal publiekrecht. Nijman is hoogleraar aan de Universiteit van Amsterdam en aan het Graduate Institute of International and Development Studies (IHEID) in Geneve.
Nijman volgde het vwo aan het Eindhovens Protestants Lyceum van 1984 tot 1990 en studeerde vervolgens rechten aan de Universiteit Leiden, waar ze in 1996 afstudeerde met als specialisatie het internationaal en Europees recht. In 1995-1996 studeerde ze ook een jaar aan de Universiteit van Straatsburg waar ze een attestation en droit civil et des affaires & droit international et communautaire behaalde. Na haar afstuderen kreeg ze een aanstelling als research fellow bij het T.M.C. Asser Instituut voor internationaal en Europees recht te Den Haag, samen met een promotieplek aan de Universiteit Leiden bij Peter Kooijmans. Het onderzoek mondde uit in het proefschrift The Concept of International Legal Personality: An Inquiry into the History and Theory of International Law, waar ze op 14 oktober 2004 op promoveerde; promotoren waren John Dugard en Thomas Mertens (Nijmegen), referent was Peter Kooijmans (rechter bij het Internationaal Gerechtshof) omdat zijn ius promovendi was verlopen. In 2003-2004 was ze tevens global research fellow aan de New York-universiteit, vanaf eind 2004 was zij postdoc aan het Amsterdam Centre for International Law van de Universiteit van Amsterdam.
In 2006 kreeg Nijman een aanstelling als universitair docent internationaal publiekrecht aan de Universiteit van Amsterdam, waar ze in 2010 universitair hoofddocent werd. Van 2007 tot 2012 was ze daarnaast promovendidecaan van de rechtenfaculteit van de UvA. In 2011 en 2012 was ze visiting fellow aan de Johns Hopkins-universiteit in Bologna. Met ingang van 1 januari 2015 werd ze benoemd tot gewoon hoogleraar aan de UvA, met als leeropdracht de geschiedenis en theorie van het internationaal recht. Ze hield haar oratie, getiteld Seeking change by doing history, op 24 november 2017. Tegelijk met haar benoeming tot hoogleraar werd ze voorzitter van de raad van bestuur en academisch directeur van het T.M.C. Asser Instituut, waar ze het merendeel van haar academische werk verrichtte. In 2016 kreeg ze een grote subsidie van het Gieskes-Strijbis-fonds voor onderzoek door vier promovendi naar de rol van steden in de geschiedenis van globalisering. Dit onderzoeksproject resulteerde in promoties en in de publicatie van het Research Handbook on International Law and Cities (geredigeerd samen met Helmut Philipp Aust, uitgegeven in 2021 bij Edward Elgar), dat in 2022 de eerste Collaborative Book Prize van de European Society of International Law won. Sinds januari 2020 is ze ook hoogleraar aan het IHEID in Genève, Zwitserland. Per 1 juli 2022 trad ze terug als voorzitter en directeur van het Asser Instituut. Na haar vertrek bij het Asser Instituut was ze een semester visiting fellow aan de Universiteit van Cambridge. Met ingang van januari 2023 is Nijman lid van de Adviesraad Internationale Vraagstukken en voorzitter van de commissie mensenrechten van de AIV, als opvolger van Tineke Cleiren.
Nijman is lid van het Christen-Democratisch Appèl en schrijft voor het blad Christen Democratische Verkenningen een wisselcolumn met Herman Van Rompuy. Van 2006 tot 2008 was ze stafmedewerker van het Wetenschappelijk Instituut voor het CDA. Ze is sinds 1 januari 2023 ook lid van de Raad van Toezicht van de Vrije Universiteit Amsterdam. Van 2008 tot 2022 was ze lid van het algemeen bestuur van de Koninklijke Nederlandse Vereniging voor Internationaal Recht (KNVIR) en van 2008 tot 2021 redacteur van het Netherlands Yearbook of International Law. Ze is ook voorzitter van de Raad van Toezicht van de World Press Photo Foundation en lid van de RvT van Stichting PAX. Eerder was zij oa lid en voorzitter van het algemeen bestuur van Oikos, lid van de Raad van Toezicht van SPARK, bestuurslid van The Broker en voorzitter van de Raad van Toezicht van International Center for Counter-Terrorism.
- Bibsys: 5050292
- Bibliothèque nationale de France: cb15098369f (data)
- Gemeinsame Normdatei: 136858120
- International Standard Name Identifier: 0000 0000 5523 2643
- Library of Congress Control Number: nr2005017648
- Nationale Bibliotheek van Letland: 000095825
- Nationale Bibliotheek van Tsjechië: jx20080722006
- Nationale Bibliotheek van Israël: 987007460047805171
- Nederlandse Thesaurus van Auteursnamen: 268416257
- ORCID: 0000-0002-6396-9666
- Réseau des bibliothèques de Suisse occidentale: 02-A011129337
- Système universitaire de documentation: 121013669
- Virtual International Authority File: 24895471
- WorldCat: E39PBJg8F3k8yKJrM4JPqRv4MP